# Stichting I.S.I.S.
Stichting I.S.I.S: International Study-centre for Independent Search for truth, is een Nederlandse uitgeverij van theosofische boeken, gevestigd in het Blavatskyhuis in Den Haag. De uitgeverij is in 1963 opgericht. De filosofie in het kader van de opzet van Stichting I.S.I.S. is om de boeken van de Leraren van de Theosofische Beweging in hun originele, door de auteurs zelf geautoriseerde vorm, of de vertaling daarvan, aan de lezer beschikbaar te stellen. Een opzet die volgens de redactie in wezen vanzelfsprekend is omdat hij gebaseerd is op de normale wetenschappelijke integriteit. De organisatie heeft geen betaalde functionarissen.
Naast de gewone titels geeft Stichting I.S.I.S. ook het tweemaandelijks tijdschrift Lucifer uit en richt zich daarbij op een breder publiek.